# Museo civico di Fondi
Il Museo civico è sito in piazza Matteotti, al piano terra del Castello Caetani di Fondi, in provincia di Latina.

## Storia
Il Museo civico di Fondi (detto in origine "Collezione archeologica") fu istituito nel 1877 dall'allora sindaco Giovanni Sotis, che lo inaugurò insieme al senatore Errico Amante nella sala capitolare al pianoterra dell'ex convento di San Domenico. Si tratta, quindi, del più antico museo della provincia di Latina. Il progetto di Sotis, nato in seguito all'incontro con il grande storico e epigrafista Theodor Mommsen, fu reso possibile dall'appoggio di Giuseppe Fiorelli, archeologo e capo della Direzione generale Antichità e Belle Arti del Ministero della Pubblica Istruzione. Pochi anni dopo, alla fine del secolo XIX, l'intera raccolta, comprendente per gran parte le numerose iscrizioni antiche recuperate da Sotis, oltre a una statua di Diana e a sette teste, fu trasferita in una delle celle dell'ex convento di San Francesco.
Dopo la Seconda guerra mondiale i reperti archeologici scampati alle distruzioni belliche, cresciuti di numero in seguito ai rinvenimenti casuali del primo quarantennio del Novecento, furono inventariati negli anni Cinquanta dall'archeologo Domenico Faccenna, che curò il nuovo allestimento dell'Antiquarium, collocando i manufatti in due locali del pianterreno adiacenti alla sala del capitolo (poi aula consiliare), e lungo le pareti del chiostro dello stesso convento di San Francesco. A Faccenna si deve, dunque, il primo inventario organico e scientifico del materiale antico del Museo, le cui schede tuttavia non furono utilizzate a corredo dei reperti allora esposti.
Nel 1997 è stata inaugurata nel Castello Caetani la prima tranche del nuovo Museo civico, il cui percorso espositivo è stato progettato dallo storico Giovanni Pesiri (sezione epigrafica di età romana; sezione medievale-moderna) e dall'archeologa Gilda Nunziata (materiali lapidei e fittili della sezione romana). In parallelo con l'ideazione del percorso espositivo i curatori hanno redatto l'inventario generale (digitale e cartaceo) degli oggetti fittili e lapidei di età romana, depauperati per via dei furti vandalici avvenuti nel corso degli ultimi decenni. Attualmente solo parte delle opere risulta trasferita in questa sede: non sono ancora esposti, ad esempio, due reperti di particolare rilevanza: la statua del cosiddetto "vittimario", trafugata alcuni decenni or sono e ritrovata mancante della testa e di una gamba; i resti di architrave (lungh. 7 metri) del I secolo d.C., forse pertinenti al macellum, venuti alla luce in Via Manzoni nel 1935. Il più recente "acquisto" della sezione romana è il sarcofago strigilato, databile al IV secolo d. C., recuperato nel 1998 grazie all'intervento del prof. Emidio Quadrino.  
Il nuovo progetto espositivo ha avuto l'obiettivo di dare impulso alla creazione di un vero e proprio "Museo del territorio", facendone non solo il luogo di conservazione di un notevole patrimonio culturale, ma anche uno strumento scientifico e didattico per la conoscenza e l'approfondimento della storia e dei giacimenti culturali dell'intero comprensorio di Fondi mediante un apparato esplicativo costituito da pannelli dedicati a temi d'inquadramento generale e da schede a corredo dei singoli manufatti esposti. Tale progetto per ora ha interessato principalmente  la tradizionale sezione di antichità romane, a cui ha affiancato una nuova sezione dedicata alle vicende della città in età medievale e moderna, che per la prima volta a Fondi valorizza e propone all'attenzione materiali di particolare significato storico e artistico dal IX al XVI secolo, ancora poco studiati, tra cui una transenna marmorea di età carolingia, stemmi delle famiglie dell'Aquila, Caetani e Colonna, che hanno governato la contea di Fondi, arredi lapidei pertinenti all'abbazia di S. Magno, al Palazzo Caetani, all'Universitas di Fondi; particolare attenzione merita anche la “Madonna col Bambino” (ca. 1458), raffinato rilievo in alabastro attribuito a Domenico Gagini, padre dei celebri Giovanni e Antonello, capolavoro proveniente dalla chiesa della Madonna del Soccorso finalmente restituito alla pubblica fruizione. 
Nel regolamento del Museo, approvato dal Consiglio comunale con delibera n. 90 del 23.12.2019, si prevede l'allestimento di 4 sezioni:
- la preistorica;
- la romana;
- la medievale;
- la  moderna/contemporanea dotata di pinacoteca.

Attualmente sono allestite e visitabili solo la sezione romana (non è ancora completa) e quella medievale-moderna.

## Lista delle principali opere esposte
- Statua acefala di togato. Nella mano destra tiene il balteus. È in pietra calcarea a grandezza naturale.
- Statua femminile in trono. I piedi sono poggianti con le gambe accavallate. La postura fa pensare ad una Pudicitia in voga tra il I secolo a.C. ed il I d.C.
- Sarcofago in marmo databile al IV secolo d. C. La fronte è a strigilature. Presenta varie immagini bibliche.
- Rilievo funerario a finestra con busti di età augustea.
- Lastra marmorea di età imperiale.
- Anfora per vino del tipo Dressell.
- Ara funeraria di prima età imperiale con epigrafe con rappresentazioni di patera ed urceus.
- Erma barbuta con riccioli divisi in 3 parti.
- Madonna con Bambino (sec. XV), rilievo in alabastro attribuito a Domenico Gagini, proveniente dalla chiesa della Madonna del Soccorso.